# イスラーム戦争法
イスラーム戦争法は、6世紀から18世紀までのイスラーム世界（ダール・アル＝イスラーム）内での戦争および、イスラーム世界に属する国家と、非イスラーム世界（ダール・アル＝ハルブ）に属する国家との戦争において、イスラーム世界の国家が遵守することを義務とされた戦争法のことを指す。近代の欧州戦争法およびそれを元にした現代の戦時国際法が世俗的な法であるのとは違い、イスラーム戦争法はイスラームという宗教の教えに則った宗教法である。現在ではイスラーム戦争法は法的な次元では効力を失ったが、現代のイスラーム世界の国家が戦時国際法を運用する時、イスラーム戦争法からの影響を受けることがある。またイスラーム原理主義武装組織などは、現代でもイスラーム戦争法に則って戦争を行っている。

## 起源
イスラーム戦争法は、6世紀までにアラブの遊牧民ベドウィンや都市国家の傭兵間で戦われた戦争における慣習的な法を元に、預言者ムハンマドとその後継者たちがイスラームという宗教の理念を加味することで形成され、後のイスラーム法学者たちによって理論化されていった戦争法である。

## 概要

### 開戦の作法
イスラーム教徒の軍隊が異教徒の軍隊と合戦に及ぶ際には、イスラーム教徒の側は相手に改宗か、恭順か、それとも戦争かを選ばせる通告を行わなければならないとされる。

### 捕虜の取り扱い
現代の戦時国際法に比べると、イスラーム戦争法における捕虜の取り扱いは一般に残虐である。
まず、戦闘員の捕虜に対しては、現代の国際法においては正当な理由があり、且つ裁判等の正当な手続きをふまなければ、処刑してはならないとされているのに対し、イスラーム戦争法では捕虜がイスラームへの改宗を拒んだ場合司令官の判断で自由に処刑できる。ただしこれは処刑する権利があるだけであり、必ず処刑しなければならないわけではない。処刑しない場合は、奴隷化、身代金や捕虜交換による釈放、恩赦のいずれかが選ばれる。また、捕虜がイスラームに改宗した場合処刑してはならない。
また戦闘員と非戦闘員の区別自体も、現代の戦時国際法とは大きく異なる。現代の戦時国際法は現実に戦闘に参加したか否かで戦闘員と非戦闘員を分けるのに対し、イスラーム戦争法の下では、健康な成人男子であればたとえ全く戦闘にかかわっていなくとも戦闘員として捕虜にされうる。また、女子の場合は現実に戦闘に従事していても戦闘員と看做されることはない。
女子は上に述べたように戦闘に参加したか否かにかかわらず、非戦闘員とみなされるため、処刑してはならない。そのため司令官は女子の捕虜の取り扱いに関しては奴隷化、身代金や捕虜交換による釈放、恩赦の3つの選択肢が許されている。しかし、女子を奴隷にした上で、戦闘に参加した兵士たちに報酬として分配し、彼女らを強姦する権利を与えることは、イスラーム戦争法によれば合法である。9世紀のハディース集「真正集」は、ムハンマド在世中からこのような行動が認められていたことを記している。
また男子であっても、老人や病人、子供、そして隠遁者である場合は非戦闘員とみなされるため、処刑してはならない。彼らに対しても、司令官には奴隷化、身代金や捕虜交換による釈放、恩赦という3つの選択肢が与えられる。

## 現在のイスラーム戦争法
イスラーム戦争法は上に記したとおり現代では法的な拘束力を失っているが、イスラーム原理主義過激派などは現在でも彼らなりに解釈されたイスラーム戦争法に従って軍事行動を行っており、現代の国際戦争法などの規範と衝突することがある。
例を挙げると、イラクの日本人青年人質殺害事件に関しては、現代の国際戦争法では青年は戦闘に全くかかわりを持たない旅行者であり、非戦闘員であるため捕虜としてもその殺害は禁止されているが、イスラーム戦争法では健康な成年男子である当該青年を捕虜とした場合、異教徒である以上処刑しても問題ない行為である。日本のイスラーム専門家中田考も、この点を指摘して、イスラーム戦争法では当該青年の殺害は合法であると認めた。
また上述の通り、イスラーム戦争法では戦闘に参加したか否かを問わず、女子は非戦闘員とされるため、その殺害は禁止されている。しかし、カタールの著名なウラマーのユースフ・アル＝カラダーウィーは、イスラーム戦争法において女子を無条件に非戦闘員とみなしたのは、女子が積極的に兵士として従軍しない当時の時代背景を踏まえたものであり、現代のイスラエルなどのように女子も兵士として積極的に従軍するような社会・国家に対する戦争ならば、女子も戦闘員とみなされるため、女子を含む民間人への自爆テロもイスラーム戦争法の上で違法とはいえないとして、民間人への自爆テロにお墨付きを与えた。ここではイスラーム戦争法の古典的解釈において、実際に戦闘に参加せずともその潜在的能力があるとして成人男子を全て戦闘員とみなしたのと同じ考えを女子にも拡張していることになる。

## 参照
1. ↑  ブハーリー著「真正集」遠征の書、第61章2節
2. ↑  東京新聞特報2004年11月1日付